# Chrysorabdia disjuncta
Chrysorabdia disjuncta là một loài bướm đêm thuộc phân họ Arctiinae, họ Erebidae.